# Azerbejdżańska Partia Komunistyczna
Azerbejdżańska Partia Komunistyczna (azer. Azərbaycan Kommunist Partiyası, AKP) – partia polityczna z Azerbejdżanu. AKP została założona przez Ramiza Əhmədova w 1993 i zarejestrowana w 1994. Partia liczy 60.000 członków, publikuje Azərbaycan həqiqəti.
Partia jest członkiem ZPK - KPZR.

## Ideologia
AKP utrzymuje bliskie stosunki z KPFR, domaga się zjednoczenia z Rosją, ale jednocześnie głosi postulaty nacjonalistyczne. Powołuje się na Nərimana Nərimanova, umiarkowanie nacjonalistycznego i lewicowego przywódcę azerskiego z 1920 roku.
AKP krytykuje działanie USA, głośno opowiadało się przeciw azerskiemu udziałowi w interwencji w Iraku. Partia wyraża solidarność z Kubą, Palestyńczykami i socjalistyczną Mołdawią.

## Wyniki wyborcze
W wyborach parlamentarnych z dnia 5 listopada 2000 i 7 stycznia 2001 r. partia zdobyła 6,3% poparcia i 2 mandaty.
W wyborach prezydenckich, w dniu 15 października 2008, AKP postanowiła wesprzeć kandydata z partii rządzącej Nowy Azerbejdżan İlhama Əliyeva.